# Denis Ambroziak
Denis Ambroziak (26 de noviembre de 1991) es un deportista polaco que compite en piragüismo en la modalidad de aguas tranquilas. Ganó dos medallas en el Campeonato Mundial de Piragüismo: oro en 2013 en la prueba de K1 4 × 200 m y bronce en 2011 en la prueba de K2 500 m.

## Palmarés internacional
| Campeonato Mundial | Campeonato Mundial   | Campeonato Mundial | Campeonato Mundial |
| Año                | Lugar                | Medalla            | Competición        |
| ------------------ | -------------------- | ------------------ | ------------------ |
| 2011               | Szeged (Hungría)     | Medalla de bronce  | K2 500 m           |
| 2013               | Duisburgo (Alemania) | Medalla de oro     | K1 4 × 200 m       |